# Cratón del Congo

Ubicación aproximada del cratón Mesoproterozoico (mayores de 1,3Ga) entre América del Sur y África.

El cratón del Congo es un antiguo cratón que, junto con otros cuatro (el cratón del Kalahari (formado por dos más pequeños: el cratón de Kaapvaal y el cratón de Zimbabwe), el cratón de Tanzania, el cratón de África Occidental y el metacratón del Sahara), formó el moderno continente de África. Estos cratones se formaron aproximadamente entre 3 600 y 2 000 millones de años atrás, siendo tectónicamente estables desde entonces. Todos estos cratones están delimitadas por cinturones plegados más jóvenes formados entre 2 000 millones y 300 millones de años.
El cratón del Congo ocupa gran parte del centro sur de África, que se extiende desde la región de Kasai del República Democrática del Congo hasta Sudán y Angola. Engloba parte de los países de Gabón, Camerún y la República Centroafricana. Una pequeña parte se extiende en Zambia, donde es conocida como Bloque Bangweulu.
Fue cubierto por carbonato que contiene estratos de origen glacial.